# 佐竹一男
佐竹 一男（さたけ かずお、1945年1月26日 - ）は、日本の俳優、映画プロデューサー。本名は、池部勝巳。秋田県出身。

## 作品歴

### 出演

#### 映画
- 檻の中の妖精（1977年、日活） - 田岡敬太
- 野性の証明（1978年、東映） - 宮野署刑事
- ズームアップ 暴行現場（1979年、日活） - 成田宏
- 桃子夫人の冒険（1979年、にっかつ）
- 女子大生の告白 赤い誘惑者（1980年、にっかつ） - 大谷
- 泣く女（1980年、にっかつ） - 花見悦三
- 快楽学園 禁じられた遊び（1980年、にっかつ） - 幸子のパパ
- 女高生 恥ずかしい瞬間（1981年、にっかつ） - ルンペン
- 情婦はセーラー服（1981年、にっかつ） - 兵頭金造
- 奴隷契約書（1982年、にっかつ） - 小野寺順次
- 黒い下着の女（1982年、にっかつ） - 須藤勝次
- くいこみ海女 乱れ貝（1982年、にっかつ） - 長谷部淳一
- 聖子の太股 女湯小町（1982年、にっかつ） - 健次
- 火照る姫（1983年、にっかつ） - 内藤
- ゴールドフィンガー もう一度奥まで（1983年、にっかつ） - 山脇健二
- お嬢さんの股ぐら（1983年、にっかつ） - 村越
- ときめきに死す（1984年、にっかつ） - 警官
- 宇能鴻一郎の伊豆の踊り子（1984年、にっかつ） - 花沢
- 赤いキャンパス 狂った放課後（1984年、にっかつ） - 立石
- 女子大生温泉芸者（1984年、にっかつ） - 赤峰
- 団地妻 肉体地獄（1985年、にっかつ） - 安城
- OL監禁（1985年、にっかつ）
- 18才性熱白書 私の好きな先生（1985年、ミリオンフィルム） - 刑事
- オーガズム・真理子（1985年、にっかつ） - 堂之本
- 芦屋令嬢 いけにえ（1986年、にっかつ） - 丸山

#### テレビドラマ
- 特別機動捜査隊（NET）
  - 第503話「純愛の海」（1971年） - 牛山
  - 第572話「二十七年目の女」（1972年） - 望月
  - 第584話「新鮮な女」（1973年） - サブ
  - 第589話「浅間山慕情」（1973年） - 運転手
  - 第601話「悪魔のような女」（1973年） - 受付
  - 第603話「同棲の軌跡」（1973年） - 小倉
  - 第610話「恐るべき幽霊」（1973年） - 早瀬
  - 第654話「矢崎班緊急出動せよ」（1974年）― 第801話「浮気の報酬」（1977年）- 桂刑事
- 太陽にほえろ!（NTV / 東宝）
  - 第24話「ジュンのお手柄」（1972年）
  - 第89話「地獄の再会」（1974年）
- 泣くな青春 第16話「断絶のブルース」（1973年、CX / 東宝）
- ウルトラマンタロウ 第7話「天国と地獄 島が動いた!」（1973年、TBS / 円谷プロ） - 船員
- 放浪記 第40話（1974年、TBS）
- バーディー大作戦 第45話「サラリーマン現金強盗団」（1975年、TBS / 東映） - 横井
- 夜明けの刑事（TBS）
  - 第25話「蒸発したマイホームパパ」（1974年）
  - 第68話「暴力亭主と別れる方法」（1976年）
- 刑事くん 第4部 第29話「行くぞ! 警察犬」（1975年、TBS）
- 華麗なる刑事 第2話（1977年、CX / 東宝）
- 特捜最前線（ANB / 東映）
  - 第12話「地獄に墜ちる愛」（1977年）
  - 第41話「シクラメンは見ていた!」（1978年）
  - 第416話「老刑事・レジの女を張り込む!」（1985年）
- Gメン'75　第113話「ガンを宣告された刑事」（1977年、TBS）−小林刑事
- 七人の刑事 第5話「刑事は結婚詐欺師」（1978年、TBS）
- ザ・スーパーガール（1979年、12ch / 東映）
  - 第6話「狙われたリングの女王」 - 南
  - 第16話「裸で銃口の前に立て」
  - 第25話「さらば女豹・女がすべてを賭ける時」
  - 第33話「人妻蒸発・裏切りの肌は燃えて」
- 曠野のアリア（1980年、TBS）
- ミラクルガール 第8話「美人探偵神出鬼没」（1980年、12ch / 東映）
- 大江戸捜査網 第378話「嘘と誠の夫婦雛」（1981年、12ch / 三船プロ）
- 西部警察 (PART1)（ANB / 石原プロ）
  - 第101話「甦れ、ヨタロー!」（1981年）
  - 第112話「ワイルド刑事ハート」（1982年） - 佐伯一郎
  - 第124話「不死鳥の如く・今」（1982年） - 岩川の共犯（黒革ジャケット）
- おしん（1983年、NHK）
- 山河燃ゆ（1984年、NHK） - 軍曹

### プロデュース作品
- 18才性熱白書 私の好きな先生（1985年、ミリオンフィルム）
- ザ・極致（1987年、にっかつ）
- 美女レイプ狩り（1987年、にっかつ）
- 井上あんりのザ・裏モデル（1988年、にっかつ）※脚本も担当
- 悶絶!! 処女の泉（1988年、にっかつ）